# Londinières
Londinières ist eine französische Gemeinde mit 1.233 Einwohnern (Stand: 1. Januar 2022) im Département Seine-Maritime in der Region Normandie. Sie gehört zum Arrondissement Dieppe und zum Kanton Neufchâtel-en-Bray (bis 2015: Kanton Londinières). Die Einwohner werden Londinièrais genannt.

## Geographie
Londinières liegt etwa 25 Kilometer ostsüdöstlich von Dieppe am Eaulne. Umgeben wird Londinières von den Nachbargemeinden Wanchy-Capval im Norden und Nordwesten, Frenoy-Folny im Nordosten, Saint-Pierre-des-Jonquières im Osten und Nordosten, Fréauville im Osten und Südosten, Croixdalle im Süden und Südwesten sowie Sainte-Agathe-d’Aliermont im Westen.
Durch die Gemeinde führt die frühere Route nationale 320.

## Bevölkerungsentwicklung
| Jahr                      | 1962 | 1968 | 1975 | 1982 | 1990 | 1999 | 2006 | 2013 |
| Einwohner                 | 1245 | 1221 | 1170 | 1166 | 1119 | 1158 | 1179 | 1340 |
| Quelle: Cassini und INSEE |      |      |      |      |      |      |      |      |

## Sehenswürdigkeiten

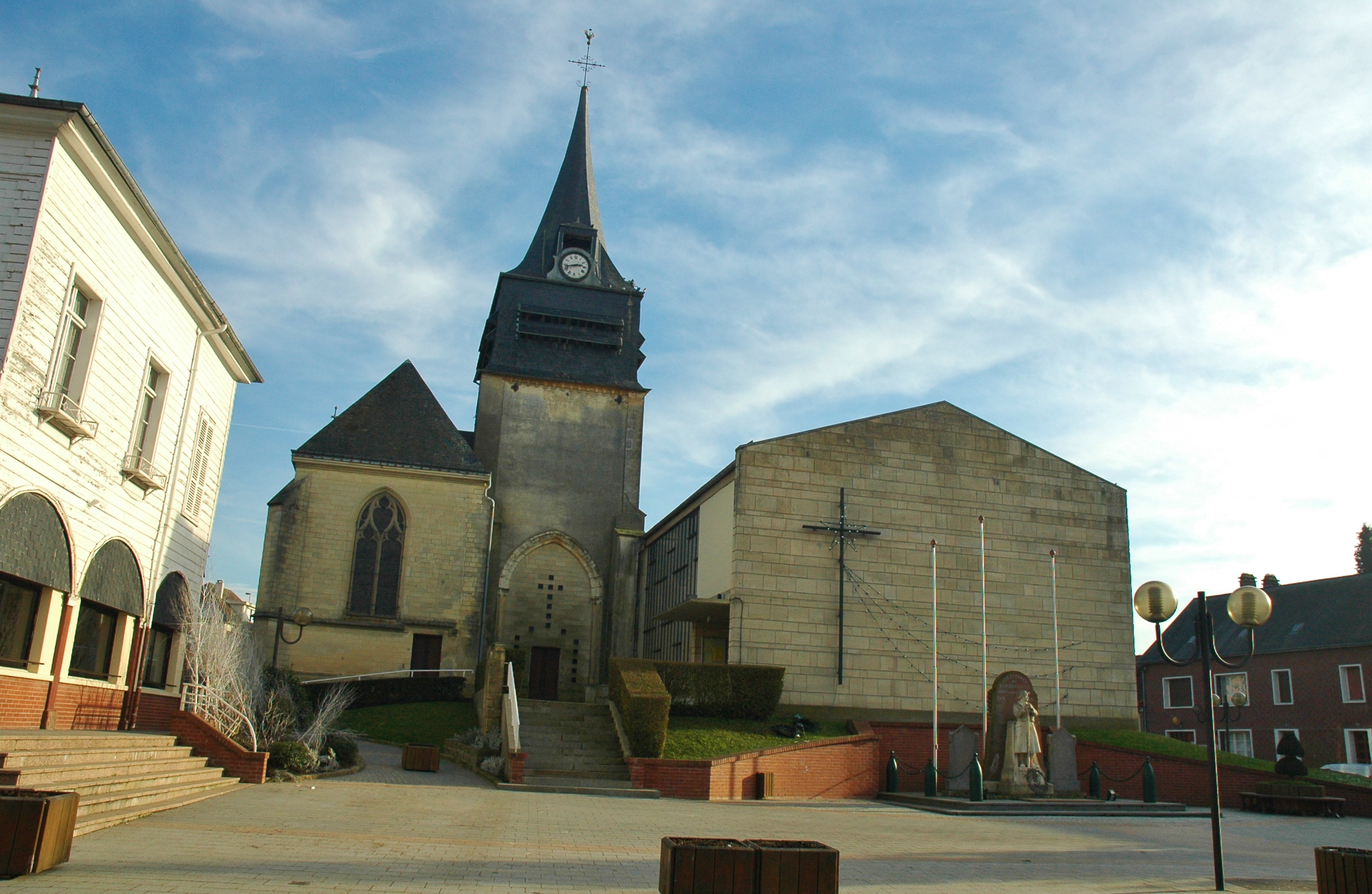
Kirche Notre-Dame

- Kirche Notre-Dame in Londinières aus dem 16. Jahrhundert
- Kirche Saint-Melaine in der Ortschaft Boissy-sur-Eaulne aus dem 18. Jahrhundert
- Rathaus aus dem 19. Jahrhundert